# Parafia św. Michała Archanioła w Michaliszkach
Parafia św. Michała Archanioła w Michaliszkach – rzymskokatolicka parafia znajdująca się w diecezji grodzieńskiej, w dekanacie Ostrowiec, na Białorusi.
Kościół parafialny w stylu baroku sarmackiego uważany jest za najmniej przebudowany i najlepiej zachowany przykład tej architektury na Białorusi.

## Historia
W 1622 referendarz koronny Jan Cyprian Brzostowski ufundował tu klasztor Kanoników Regularnych od Pokuty (augustianów białych), będący drugim klasztorem tego zakonu w Wielkim Księstwie Litewskim oraz drewniany kościół. Syn fundatora pisarz wielki litewski Cyprian Paweł Brzostowski w latach 1653-1662 wybudował obecną, murowaną w świątynię, którą w 1700 konsekrował biskup wileński Konstanty Kazimierz Brzostowski (syn Cypriana Pawła). Przy klasztorze działały szpital, przytułek, szkoła oraz nowicjat. W 1773 wzniesiono nowy budynek klasztorny. Klasztor liczył zazwyczaj 10-11 zakonników, później ich liczba spadła do 7. W XIX w. przebywało tu zazwyczaj 2 zakonników.
Klasztor augustianów białych został skasowany w 1832 przez władze rosyjskie w ramach represji po upadku powstania listopadowego. Najprawdopodobniej zakonnicy zostali usunięci z Michaliszek dopiero w 1839. Parafię przejęło wówczas duchowieństwo diecezjalne.
Kościół został uszkodzony podczas działań wojennych I wojny światowej i w latach 20. XX w. odrestaurowany. Pod koniec lat 30. XX w. parafia liczyła 5328 osób. W 1944 budynek byłego klasztoru został zniszczony przez niemieckie bombardowania.
W 1945 Michaliszki znalazły się w granicach Związku Sowieckiego. Parafia i kościół przez cały okres komunizmu pozostały czynne. Proboszczem do śmierci w 1968 był mianowany przed wojną ks. Adolf Sokołowski, następnie do 1990 przy parafii nie rezydował na stałe żaden duchowny.
Od początków swego istnienia parafia należała do diecezji wileńskiej i dekanatu wileńskiego, natomiast od 1928 do dekanatu Worniany. Od 1991 parafia znajduje się w diecezji grodzieńskiej.

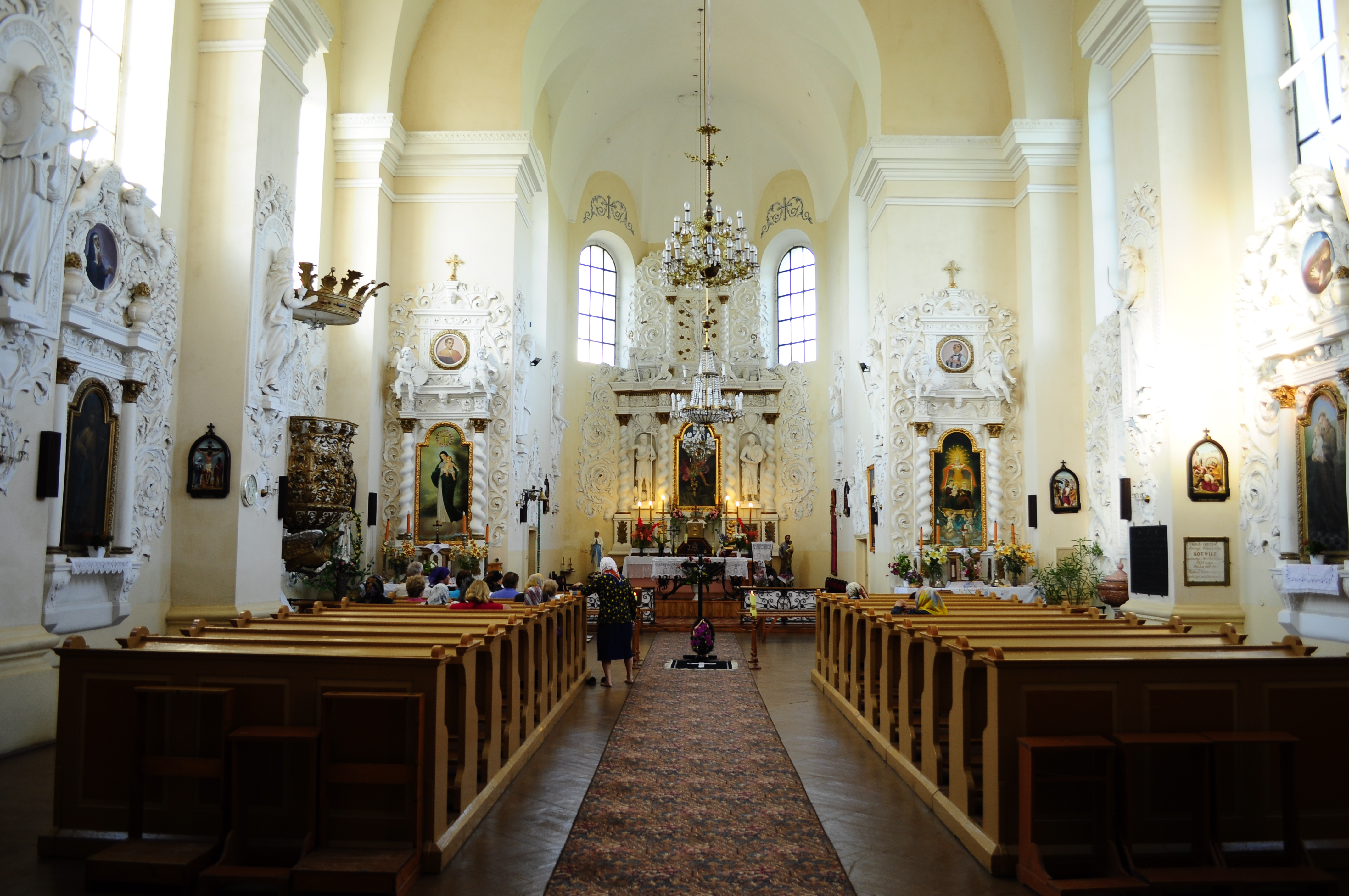
wnętrze kościoła
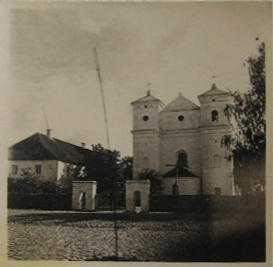
kościół w 1935